# Argent-sur-Sauldre
Argent-sur-Sauldre település Franciaországban, Cher megyében. Lakosainak száma 2040 fő (2022. január 1.). Argent-sur-Sauldre Aubigny-sur-Nère, Blancafort, Clémont, Sainte-Montaine, Cerdon és Coullons községekkel határos.

## Népesség
A település népességének változása:
| Lakosok száma | 2614 | 2687 | 2525 | 2285 | 2130 | 2142 | 2102 | 2063 | 2070 | 2040 |
|               | 1968 | 1982 | 1990 | 2006 | 2013 | 2015 | 2017 | 2019 | 2020 | 2022 |